# Campionat del món de ciclisme en pista de 1984
El Campionat Mundial de Ciclisme en Pista de 1984 es va celebrar a Barcelona (Catalunya) del 28 al 31 d'agost de 1984.
Les competicions es van celebrar al Velòdrom d'Horta de Barcelona. En total només es va competir en 9 disciplines, 7 de masculines i 2 de femenines, per raó de coincidir amb els Jocs Olímpics de Los Angeles.

## Resultats

### Masculí

#### Professional
| Prova                 | Or                             | Argent                     | Bronze                           |
| Velocitat individual  | Koichi Nakano · Japó           | Ottavio Dazzan · Itàlia    | Yavé Cahard · França             |
| Persecució individual | Hans-Henrik Ørsted · Dinamarca | Anthony Doyle · Regne Unit | Jean-Luc Vandenbroucke · Bèlgica |
| Cursa per punts       | Urs Freuler · Suïssa ·         | Gary Sutton · Austràlia ·  | Henry Rinklin · RFA ·            |
| Keirin                | Robert Dill-Bundi · Suïssa     | Ottavio Dazzan · Itàlia    | Urs Freuler · Suïssa ·           |
| Darrere moto          | Horst Schütz · RFA             | Max Hürzeler · Suïssa      | Constant Tourné · Bèlgica        |

#### Amateur
| Prova        | Or                                     | Argent                                   | Bronze                                   |
| Tàndem       | RFA · Franck Weber · Hans-Jürgen Greil | França · Philippe Vernet · Franck Depine | Itàlia · Vincenzo Cecci · Gabriele Sella |
| Darrere moto | Jan de Nijs · Països Baixos            | Roberto Dotti · Itàlia                   | Ralf Stambula · RFA                      |

### Femení
| Prova                 | Or                                 | Argent                           | Bronze                                     |
| Velocitat individual  | Connie Paraskevin · Estats Units · | Erika Salumäe · Unió Soviètica · | Zhou Suying · República Popular de la Xina |
| Persecució individual | Rebecca Twigg · Estats Units ·     | Jeannie Longo · França ·         | Rossela Galbiati · Itàlia                  |

## Medaller
| Pos. | País            | Or | Plata | Bronze | Total |
| 1    | Suïssa          | 2  | 1     | 1      | 4     |
| 2    | RFA             | 2  | 0     | 2      | 4     |
| 3    | Estats Units    | 2  | 0     | 0      | 2     |
| 4    | Japó            | 1  | 0     | 0      | 1     |
| 4    | Dinamarca       | 1  | 0     | 0      | 1     |
| 4    | Països Baixos   | 1  | 0     | 0      | 1     |
| 7    | Itàlia          | 0  | 3     | 2      | 5     |
| 8    | França          | 0  | 2     | 1      | 3     |
| 9    | Austràlia       | 0  | 1     | 0      | 1     |
| 9    | Regne Unit      | 0  | 1     | 0      | 1     |
| 9    | Unió Soviètica  | 0  | 1     | 0      | 1     |
| 12   | Bèlgica         | 0  | 0     | 2      | 2     |
| 13   | R.P. de la Xina | 0  | 0     | 1      | 1     |
|      | TOTAL           | 9  | 9     | 9      | 27    |